# Liste des anciennes communes de la Loire-Atlantique
Cette page a pour objectif de retracer toutes les modifications communales dans le département de la Loire-Atlantique : les anciennes communes qui ont existé depuis la Révolution française, ainsi que les créations, les modifications officielles de nom, ainsi que les échanges de territoires entre communes.
En 1800, le territoire du département de la Loire-Atlantique comptait 213 communes. Aujourd'hui 207 communes forment son territoire (au 1er janvier 2025).
Le département plutôt étendu et composé d'un nombre de communes plutôt peu important va voir ce nombre augmenter jusqu'au milieu du XXe siècle, récemment donc (224 communes en 1960). Un récent mouvement de recul, par adhésion à la loi NOTRe depuis 2010, a permis au nombre de communes de revenir au niveau des années 1830.

## Transferts vers un autre département
| Département d'origine | Département de rattachement | Communes concernées | Date (et nature) de la décision |
| --------------------- | --------------------------- | --- | ------------------------------- |
| MAINE-ET-LOIRE        | LOIRE-ATLANTIQUE            | Freigné (pour former, avec 5 autres communes, la commune nouvelle de Vallons-de-l'Erdre)                                       | 26 décembre 2017 (Décret)       |
| LOIRE-ATLANTIQUE      | MAINE-ET-LOIRE              | Le Fresne-sur-Loire (pour fusionner avec la commune d'Ingrandes et former la commune nouvelle d'Ingrandes-le-Fresne-sur-Loire) | 23 décembre 2015 (Décret)       |

## Fusions
| Nom de la nouvelle commune | Communes réunies                        | Régime | Date (et nature) de la décision                     | Date d'effet       |
| -------------------------- | --------------------------------------- | --- | --------------------------------------------------- | ------------------ |
| Ancenis-Saint-Géréon       | Ancenis                                 | commune nouvelle (SANS communes déléguées)                                                                   | 26 septembre 2018 (Arrêté)                          | 1er janvier 2019   |
| Ancenis-Saint-Géréon       | Saint-Géréon                            | commune nouvelle (SANS communes déléguées)                                                                   | 26 septembre 2018 (Arrêté)                          | 1er janvier 2019   |
| Vallons-de-l'Erdre         | Saint-Mars-la-Jaille                    | commune nouvelle (avec communes déléguées)                                                                   | 26 décembre 2017 (Décret) 29 décembre 2017 (Arrêté) | 1er janvier 2018   |
| Vallons-de-l'Erdre         | Bonnœuvre                               | commune nouvelle (avec communes déléguées)                                                                   | 26 décembre 2017 (Décret) 29 décembre 2017 (Arrêté) | 1er janvier 2018   |
| Vallons-de-l'Erdre         | Freigné (département de Maine-et-Loire) | commune nouvelle (avec communes déléguées)                                                                   | 26 décembre 2017 (Décret) 29 décembre 2017 (Arrêté) | 1er janvier 2018   |
| Vallons-de-l'Erdre         | Maumusson                               | commune nouvelle (avec communes déléguées)                                                                   | 26 décembre 2017 (Décret) 29 décembre 2017 (Arrêté) | 1er janvier 2018   |
| Vallons-de-l'Erdre         | Saint-Sulpice-des-Landes                | commune nouvelle (avec communes déléguées)                                                                   | 26 décembre 2017 (Décret) 29 décembre 2017 (Arrêté) | 1er janvier 2018   |
| Vallons-de-l'Erdre         | Vritz                                   | commune nouvelle (avec communes déléguées)                                                                   | 26 décembre 2017 (Décret) 29 décembre 2017 (Arrêté) | 1er janvier 2018   |
| Loireauxence               | Varades                                 | commune nouvelle (avec communes déléguées)                                                                   | 18 décembre 2015 (Arrêté)                           | 1er janvier 2016   |
| Loireauxence               | Belligné                                | commune nouvelle (avec communes déléguées)                                                                   | 18 décembre 2015 (Arrêté)                           | 1er janvier 2016   |
| Loireauxence               | La Chapelle-Saint-Sauveur               | commune nouvelle (avec communes déléguées)                                                                   | 18 décembre 2015 (Arrêté)                           | 1er janvier 2016   |
| Loireauxence               | La Rouxière                             | commune nouvelle (avec communes déléguées)                                                                   | 18 décembre 2015 (Arrêté)                           | 1er janvier 2016   |
| Chaumes-en-Retz            | Arthon-en-Retz                          | commune nouvelle (avec communes déléguées)                                                                   | 14 décembre 2015 (Arrêté)                           | 1er janvier 2016   |
| Chaumes-en-Retz            | Chéméré                                 | commune nouvelle (avec communes déléguées)                                                                   | 14 décembre 2015 (Arrêté)                           | 1er janvier 2016   |
| Machecoul-Saint-Même       | Machecoul                               | commune nouvelle (avec communes déléguées)                                                                   | 23 novembre 2015 (Arrêté)                           | 1er janvier 2016   |
| Machecoul-Saint-Même       | Saint-Même-le-Tenu                      | commune nouvelle (avec communes déléguées)                                                                   | 23 novembre 2015 (Arrêté)                           | 1er janvier 2016   |
| Vair-sur-Loire             | Saint-Herblon                           | commune nouvelle (avec communes déléguées)                                                                   | 29 octobre 2015 (Arrêté)                            | 1er janvier 2016   |
| Vair-sur-Loire             | Anetz                                   | commune nouvelle (avec communes déléguées)                                                                   | 29 octobre 2015 (Arrêté)                            | 1er janvier 2016   |
| Divatte-sur-Loire          | La Chapelle-Basse-Mer                   | commune nouvelle (avec communes déléguées)                                                                   | 20 octobre 2015 (Arrêté)                            | 1er janvier 2016   |
| Divatte-sur-Loire          | Barbechat                               | commune nouvelle (avec communes déléguées)                                                                   | 20 octobre 2015 (Arrêté)                            | 1er janvier 2016   |
| Villeneuve-en-Retz         | Bourgneuf-en-Retz                       | commune nouvelle (avec communes déléguées)                                                                   | 29 septembre 2015 (Arrêté) 29 octobre 2015 (Arrêté) | 1er janvier 2016   |
| Villeneuve-en-Retz         | Fresnay-en-Retz                         | commune nouvelle (avec communes déléguées)                                                                   | 29 septembre 2015 (Arrêté) 29 octobre 2015 (Arrêté) | 1er janvier 2016   |
| Pornic                     | Pornic                                  | fusion association (fusion simple depuis le 8-9-1987 pour Le Clion, et depuis le 1-7-2007 pour Sainte-Marie) | 30 mai 1973 (Arrêté)                                | 1er juin 1973      |
| Pornic                     | Le Clion-sur-Mer                        | fusion association (fusion simple depuis le 8-9-1987 pour Le Clion, et depuis le 1-7-2007 pour Sainte-Marie) | 30 mai 1973 (Arrêté)                                | 1er juin 1973      |
| Pornic                     | Sainte-Marie                            | fusion association (fusion simple depuis le 8-9-1987 pour Le Clion, et depuis le 1-7-2007 pour Sainte-Marie) | 30 mai 1973 (Arrêté)                                | 1er juin 1973      |
| Corcoué-sur-Logne          | Saint-Jean-de-Corcoué                   | fusion | 16 février 1971 (Arrêté)                            | 1er mars 1971      |
| Corcoué-sur-Logne          | Saint-Étienne-de-Corcoué                | fusion | 16 février 1971 (Arrêté)                            | 1er mars 1971      |
| Nantes                     | Nantes                                  | fusion | 3 avril 1908 (Loi)                                  | 3 avril 1908 (Loi) |
| Nantes                     | Chantenay-sur-Loire                     | fusion | 3 avril 1908 (Loi)                                  | 3 avril 1908 (Loi) |
| Nantes                     | Doulon                                  | fusion | 3 avril 1908 (Loi)                                  | 3 avril 1908 (Loi) |
| Le Pin                     | Le Pin                                  | fusion | 1831                                                | 1831               |
| Le Pin                     | Rochementru                             | fusion | 1831                                                | 1831               |
| Saint-Jean-de-Corcoué      | Saint-Jean-de-Corcoué                   | fusion | 1830                                                | 1830               |
| Saint-Jean-de-Corcoué      | La Benâte                               | fusion | 1830                                                | 1830               |
| Les Moutiers               | Les Moutiers                            | fusion | 1815                                                | 1815               |
| Les Moutiers               | Prigny                                  | fusion | 1815                                                | 1815               |
| Missillac                  | Missillac                               | fusion | Avant 1806                                          | Avant 1806         |
| Missillac                  | La Bretèche                             | fusion | Avant 1806                                          | Avant 1806         |
| Montbert                   | Montbert                                | fusion | 1800 (an 8)                                         | 1800 (an 8)        |
| Montbert                   | Geneston (commune rétablie en 1954)     | fusion | 1800 (an 8)                                         | 1800 (an 8)        |
| Bourgneuf                  | Bourgneuf                               | fusion | 1800 (an 8)                                         | 1800 (an 8)        |
| Bourgneuf                  | Saint-Cyr-en-Retz                       | fusion | 1800 (an 8)                                         | 1800 (an 8)        |
| Saint-Père-en-Retz         | Saint-Père-en-Retz                      | fusion | 1800 (an 8),                                        | 1800 (an 8),       |
| Saint-Père-en-Retz         | Sainte-Opportune                        | fusion | 1800 (an 8),                                        | 1800 (an 8),       |

## Créations et rétablissement
| Nom de la commune créée | Commune affectée      | Mode de création              | Décision                 | Date (et nature) de la décision |
| ----------------------- | --------------------- | ----------------------------- | ------------------------ | ------------------------------- |
| La Grigonnais           | Vay                   | Démembrement                  | 20 juin 1958 (Arrêté)    | 1er janvier 1959                |
| Geneston                | Montbert              | Démembrement (rétablissement) | 1er juin 1954 (Arrêté)   | 6 septembre 1954                |
| La Roche-Blanche        | Saint-Herblon         | Démembrement                  | 5 août 1950 (Arrêté)     | 11 octobre 1950                 |
| La Chevallerais         | Puceul                | Démembrement                  | 11 octobre 1949 (Arrêté) | 27 novembre 1949                |
| Saint-Malo-de-Guersac   | Montoir-de-Bretagne   | Démembrement                  | 14 novembre 1925 (Loi)   | 14 novembre 1925 (Loi)          |
| Trignac                 | Montoir-de-Bretagne   | Démembrement                  | 23 décembre 1913 (Loi)   | 23 décembre 1913 (Loi)          |
| Préfailles              | La Plaine             | Démembrement                  | 19 février 1908 (Loi)    | 19 février 1908 (Loi)           |
| La Rue-du-Fresne        | Montrelais            | Démembrement                  | 15 décembre 1903 (Loi)   | 15 décembre 1903 (Loi)          |
| Pornichet               | Saint-Nazaire         | Démembrement                  | 9 avril 1900 (Loi)       | 9 avril 1900 (Loi)              |
| Pornichet               | Escoublac             | Démembrement                  | 9 avril 1900 (Loi)       | 9 avril 1900 (Loi)              |
| La Montagne             | Saint-Jean-de-Boiseau | Démembrement                  | 2 juin 1877 (Décret)     | 2 juin 1877 (Décret)            |
| Sainte-Anne             | Campbon               | Démembrement                  | 6 décembre 1875 (Loi)    | 6 décembre 1875 (Loi)           |
| Notre-Dame-des-Landes   | Fay                   | Démembrement                  | 16 septembre 1871 (Loi)  | 16 septembre 1871 (Loi)         |
| Notre-Dame-des-Landes   | Héric                 | Démembrement                  | 16 septembre 1871 (Loi)  | 16 septembre 1871 (Loi)         |
| Barbechat               | La Chapelle-Basse-Mer | Démembrement                  | 11 juillet 1868 (Décret) | 11 juillet 1868 (Décret)        |
| Les Sorinières          | Le Bignon             | Démembrement                  | 31 mai 1865 (Loi)        | 31 mai 1865 (Loi)               |
| Les Sorinières          | Pont-Saint-Martin     | Démembrement                  | 31 mai 1865 (Loi)        | 31 mai 1865 (Loi)               |
| Les Sorinières          | Vertou                | Démembrement                  | 31 mai 1865 (Loi)        | 31 mai 1865 (Loi)               |
| La Turballe             | Guérande              | Démembrement                  | 17 mai 1865 (Loi)        | 17 mai 1865 (Loi)               |
| Le Landreau             | Le Loroux-Bottereau   | Démembrement                  | 25 mars 1863 (Loi)       | 25 mars 1863 (Loi)              |
| La Bernerie             | Les Moutiers          | Démembrement                  | 25 mars 1863 (Loi)       | 25 mars 1863 (Loi)              |
| La Regrippière          | Vallet                | Démembrement                  | 25 février 1863 (Décret) | 25 février 1863 (Décret)        |
| La Planche              | Vieillevigne          | Démembrement                  | 5 mai 1855 (Loi)         | 5 mai 1855 (Loi)                |
| Le Pouliguen            | Batz                  | Démembrement                  | 20 avril 1854 (Loi)      | 20 avril 1854 (Loi)             |
| Petit-Auverné           | Grand-Auverné         | Démembrement                  | 1793                     | 1793                            |

## Modifications de nom officiel
Le département va lui-même changer de nom : la Loire-Inférieure prend le nom de "Loire-Atlantique" par un décret du 9 mars 1957.
| Ancien nom                | Nouveau nom               | Date (et nature) de la décision |
| ------------------------- | ------------------------- | ------------------------------- |
| Grandchamps-des-Fontaines | Grandchamp-des-Fontaines  | 27 décembre 2022 (Décret)       |
| Châteauthébaud            | Château-Thébaud           | 5 août 1992 (Décret)            |
| Les Moutiers              | Les Moutiers-en-Retz      | 30 mai 1986 (Décret)            |
| Sainte-Anne               | Sainte-Anne-sur-Brivet    | 31 décembre 1979 (Décret)       |
| Sucé                      | Sucé-sur-Erdre            | 26 décembre 1974 (Décret)       |
| Saint-Colombin            | Saint-Colomban            | 26 mai 1972 (Décret)            |
| La Boissière              | La Boissière-du-Doré      | 10 mai 1962 (Décret)            |
| Escoublac                 | La Baule-Escoublac        | 10 mai 1962 (Décret)            |
| Saint-Brévin-les-Pins     | Saint-Brevin-les-Pins     | 1951 ?                          |
| La Bernerie               | La Bernerie-en-Retz       | 2 décembre 1949 (Décret)        |
| Aigrefeuille              | Aigrefeuille-sur-Maine    | 19 décembre 1934 (Décret)       |
| Maisdon                   | Maisdon-sur-Sèvre         | 15 août 1931 (Décret)           |
| Batz                      | Batz-sur-Mer              | 17 mars 1931 (Décret)           |
| Thouaré                   | Thouaré-sur-Loire         | 31 octobre 1930 (Décret)        |
| Le Clion                  | Le Clion-sur-Mer          | 6 août 1927 (Décret)            |
| Saint-Fiacre              | Saint-Fiacre-sur-Maine    | 13 décembre 1920 (Décret)       |
| Saint-Hilaire-du-Bois     | Saint-Hilaire-de-Clisson  | 13 décembre 1920 (Décret)       |
| Saint-Sébastien           | Saint-Sébastien-sur-Loire | 13 décembre 1920 (Décret)       |
| Cheix                     | Cheix-en-Retz             | 18 avril 1920 (Décret)          |
| Fresnay                   | Fresnay-en-Retz           | 18 avril 1920 (Décret)          |
| Grandchamps               | Grandchamps-des-Fontaines | 18 avril 1920 (Décret)          |
| Lavau                     | Lavau-sur-Loire           | 18 avril 1920 (Décret)          |
| Marsac                    | Marsac-sur-Don            | 18 avril 1920 (Décret)          |
| Mauves                    | Mauves-sur-Loire          | 18 avril 1920 (Décret)          |
| La Plaine                 | La Plaine-sur-Mer         | 18 avril 1920 (Décret)          |
| Pouillé                   | Pouillé-les-Côteaux       | 18 avril 1920 (Décret)          |
| Saint-Léger               | Saint-Léger-les-Vignes    | 18 avril 1920 (Décret)          |
| Saint-Même                | Saint-Même-le-Tenu        | 18 avril 1920 (Décret)          |
| Sainte-Luce               | Sainte-Luce-sur-Loire     | 18 avril 1920 (Décret)          |
| Sainte-Reine              | Sainte-Reine-de-Bretagne  | 18 avril 1920 (Décret)          |
| Sion                      | Sion-les-Mines            | 18 avril 1920 (Décret)          |
| Trans                     | Trans-sur-Erdre           | 18 avril 1920 (Décret)          |
| Vigneux                   | Vigneux-de-Bretagne       | 18 avril 1920 (Décret)          |
| Piriac                    | Piriac-sur-Mer            | 27 juillet 1911 (Décret)        |
| La Rue-du-Fresne          | Le Fresne-sur-Loire       | 20 janvier 1910 (Décret)        |
| Saint-Aignan              | Saint-Aignan-Grandlieu    | 13 novembre 1909 (Décret)       |
| Saint-Brévin              | Saint-Brévin-les-Pins     | 29 janvier 1900 (Décret)        |
| Nort                      | Nort-sur-Erdre            | 1er septembre 1899 (Décret)     |
| Le Temple-Maupertuis      | Le Temple-de-Bretagne     | 27 juillet 1888 (Décret)        |
| Moisdon                   | Moisdon-la-Rivière        | 11 décembre 1887 (Décret)       |
| Fay                       | Fay-de-Bretagne           | 25 août 1887 (Décret)           |
| La Meilleraye             | La Meilleraye-de-Bretagne | 20 août 1887 (Décret)           |
| Arthon                    | Arthon-en-Retz            | 9 juillet 1887 (Décret)         |
| Bourgneuf                 | Bourgneuf-en-Retz         | 9 juillet 1887 (Décret)         |
| Chantenay                 | Chantenay-sur-Loire       | 9 juillet 1887 (Décret)         |
| Montoir                   | Montoir-de-Bretagne       | 7 juillet 1887 (Décret)         |
| Joué                      | Joué-sur-Erdre            | 30 mai 1847 (Ordonnance)        |
| Saint-Fiacre-du-Coin      | Saint-Fiacre              | 1819                            |

## Modifications de limites communales
Le plus souvent, les modifications des limites communales décidées par arrêtés préfectoraux ne sont pas répertoriées dans le Journal officiel ni dans le Bulletin officiel.
| La commune de ...                              | ... cède du territoire à la commune de ...     | précisions | Date (et nature) de la décision |
| ---------------------------------------------- | ---------------------------------------------- | --- | ------------------------------- |
| Mouais                                         | Grand-Fougeray (département d'Ille-et-Vilaine) | Superficie de 43 ha 50 a                                                                                                 | 28 septembre 2018 (Décret)      |
| Grand-Fougeray (département d'Ille-et-Vilaine) | Mouais                                         | Superficie de 43 ha 50 a                                                                                                 | 28 septembre 2018 (Décret)      |
| Bouée                                          | Cordemais                                      | Superficie de 5 ha 35 a 90 ca                                                                                            | 9 juillet 2013 (Décret)         |
| Pornic                                         | Les Moutiers-en-Retz                           | Superficie de 69 a 40 ca                                                                                                 | 30 mai 2003 (Décret)            |
| Pornic                                         | La Bernerie-en-Retz                            | Superficie de 64 a 50 ca                                                                                                 | 30 mai 2003 (Décret)            |
| La Bernerie-en-Retz                            | Pornic                                         | Superficie de 10 a 16 ca                                                                                                 | 30 mai 2003 (Décret)            |
| Nantes                                         | Carquefou                                      | Superficie de 30 a 64 ca                                                                                                 | 30 octobre 1990 (Décret)        |
| Carquefou                                      | Nantes                                         | Superficie de 70 a 88 ca                                                                                                 | 30 octobre 1990 (Décret)        |
| Rieux (département du Morbihan)                | Saint-Nicolas-de-Redon                         | Superficie de 45 ha 87 a 66 ca                                                                                           | 6 février 1984 (Décret)         |
| Saint-Nicolas-de-Redon                         | Rieux (département du Morbihan)                | Superficie de 32 ha 81 a 16 ca                                                                                           | 6 février 1984 (Décret)         |
| Fay-de-Bretagne                                | Le Temple-de-Bretagne                          | Lieu-dit la Croix-Rouge 18 habitants Superficie de 4 ha 17 a 66 ca                                                       | 8 juillet 1981 (Décret)         |
| Couëron                                        | Sautron                                        | 123 habitants Superficie de 230 ha                                                                                       | 10 avril 1980 (Décret)          |
| Malville                                       | Le Temple-de-Bretagne                          | 17 habitants Superficie de 1 ha 75 a 89 ca                                                                               | 30 janvier 1980 (Décret)        |
| Châteaubriant Rougé                            | Rougé Châteaubriant                            | | 4 août 1971 (Décret)            |
| Saint-Herblain                                 | Nantes                                         | 1 097 habitants Superficie de 20 ha 52 a 96 ca                                                                           | 2 avril 1971 (Décret)           |
| Nantes                                         | Saint-Herblain                                 | Superficie de 1 ha 98 a 25 ca                                                                                            | 2 avril 1971 (Décret)           |
| Le Clion-sur-Mer Pornic                        | Pornic Le Clion-sur-Mer                        | | 15 septembre 1969 (Arrêté)      |
| Treillières                                    | Nantes                                         | 21 habitants Superficie de 62 ha 99 a 94 ca                                                                              | 31 juillet 1967 (Décret)        |
| Saint-Joachim                                  | Saint-André-des-Eaux                           | | 3 octobre 1966 (Décret)         |
| Mouzillon                                      | Vallet                                         | 3 habitants | 16 novembre 1963 (Arrêté)       |
| Saint-Joachim                                  | Saint-Lyphard                                  | 4 habitants | 26 février 1962 (Décret),       |
| Bonnœuvre Saint-Mars-la-Jaille                 | Saint-Mars-la-Jaille Bonnœuvre                 | | 24 mai 1961 (Arrêté)            |
| Grandchamp-des-Fontaines                       | Sucé                                           | Village de Procé | 11 octobre 1949 (Arrêté)        |
| Rezé                                           | Nantes                                         | Section où est situé l'abattoir de Pont-Rousseau                                                                         | 14 décembre 1933 (Loi)          |
| Maisdon                                        | Saint-Fiacre-sur-Maine                         | | 19 juillet 1930 (Loi)           |
| Maisdon                                        | Monnières                                      | Villages de la Hallopière, la Ménodière, la Maisdonnière, la Cordoire, Brochard, les Yolais et les Moulins de la Bidière | 1er mars 1922 (Loi)             |
| La Chaussaire (département de Maine-et-Loire)  | La Regrippière                                 | Villages de la Regrippière, les Vignes, la Durandrie, la Boissière, et le Rossignol                                      | 25 juin 1891 (Loi)              |
| Saint-Géréon                                   | Ancenis                                        | | 4 mars 1875 (Décret)            |
| La Rouxière                                    | Maumusson                                      | | 29 juillet 1872 (Loi)           |
| Montoir                                        | Saint-Nazaire                                  | Section de Méans | 13 mai 1865 (Loi)               |
| Fougeray (département d'Ille-et-Vilaine)       | Sion                                           | | 30 juillet 1847 (Ordonnance)    |
| Assérac                                        | Camoël (département du Morbihan)               | Village de la Vieille-Roche                                                                                              | 11 mai 1836 (Loi)               |
| Le Cellier                                     | Mauves                                         | | 29 mai 1834 (Loi)               |

## Communes associées
Liste des communes ayant, ou ayant eu (en italique), à la suite d'une fusion, le statut de commune associée.
| Nom de la commune    | Code INSEE | Fusion-association                | Fusion-association | Fusion-association | Transformation de l'association en fusion simple | Transformation de l'association en fusion simple |
| Nom de la commune    | Code INSEE | date de la décision               | date d'effet       | commune absorbante | date de la décision                              | date d'effet                                     |
| -------------------- | ---------- | --------------------------------- | ------------------ | ------------------ | ------------------------------------------------ | ------------------------------------------------ |
| Le Clion-sur-Mer     | 44042      | arrêté préfectoral du 30 mai 1973 | 1er juin 1973      | Pornic             | arrêté préfectoral du 1er septembre 1987         | 8 septembre 1987                                 |
| Sainte-Marie-sur-Mer | 44177      | arrêté préfectoral du 30 mai 1973 | 1er juin 1973      | Pornic             | arrêté préfectoral du 20 juin 2007               | 1er juillet 2007                                 |